# Mistrovství Evropy v boxu 1927
II. mistrovství Evropy v boxu proběhlo v Berlíně, Německo ve dnech 16. května až 20. května 1927. Organizátorem turnaje mistrovství Evropy byla Fédération Internationale de Boxe Amateur (FIdeBA).

## Československá stopa
Československo nebylo v roce 1927 členem FIdeBA a mistrovství Evropy se neúčastnilo.

## Výsledky
| Muži     | Zlato                   | Stříbro              | Bronz                  | 4. místo                 |
| -------- | ----------------------- | -------------------- | ---------------------- | ------------------------ |
| –50,8 kg | Lennart Bohman (SWE)    | Antal Kocsis (HUN)   | Heinz Brofazi (GER)    | Kraus (LAT)              |
| –53,5 kg | Kurt Dalchow (GER)      | Gaetano Lanzi (ITA)  | Bobby Spunner (AUT)    | Henning Jensen (DEN)     |
| –57,2 kg | Franz Dübbers (GER)     | Harry Wolff (SWE)    | Miklós Gelbai (HUN)    | Erik Hansen (DEN)        |
| –61,2 kg | Jacob Domgörgen (GER)   | Arne Sande (DEN)     | Gunnar Berggren (SWE)  | Haakon Lind (NOR)        |
| –66,7 kg | Romano Caneva (ITA)     | Gustave Roth (BEL)   | István Balázs (HUN)    | Selfrid Johansson (SWE)  |
| –72,6 kg | Edgar Christensen (NOR) | Wilhelm Maier (GER)  | Olof Falk (SWE)        | János Micsicsák (HUN)    |
| –79,4 kg | Hein Müller (GER)       | Karel Miljon (NED)   | Klas Engstreom (SWE)   | Georges Gardebois (FRA)  |
| +79,4 kg | Nils Ramm (SWE)         | Hans Schönrath (GER) | Jacob Michaelsen (DEN) | Tomasz Konarzewski (POL) |

## Medailová bilance
V boxu se rozdělilo celkem 8 sad medailí.
| Pořadí | Stát                      |       | Muži    | Muži  | Muži | Celkem |
| Pořadí | Stát                      | Zlato | Stříbro | Bronz |      | Celkem |
| ------ | ------------------------- | ----- | ------- | ----- | ---- | ------ |
| 1.     | Německá říše (GER)        |       | 4       | 2     | 1    | 7      |
| 2.     | Švédsko (SWE)             |       | 2       | 1     | 3    | 6      |
| 3.     | Itálie (ITA)              |       | 1       | 1     | 0    | 2      |
| 4.     | Norsko (NOR)              |       | 1       | 0     | 0    | 1      |
| 5.     | Maďarské království (HUN) |       | 0       | 1     | 2    | 3      |
| 6.     | Dánsko (DEN)              |       | 0       | 1     | 1    | 2      |
| 7.     | Nizozemsko (NED)          |       | 0       | 1     | 0    | 1      |
| 7.     | Belgie (BEL)              |       | 0       | 1     | 0    | 1      |
| 9.     | Rakousko (AUT)            |       | 0       | 0     | 1    | 1      |
| Celkem | Celkem                    |       | 8       | 8     | 8    | 24     |